# جنگ بیابانی

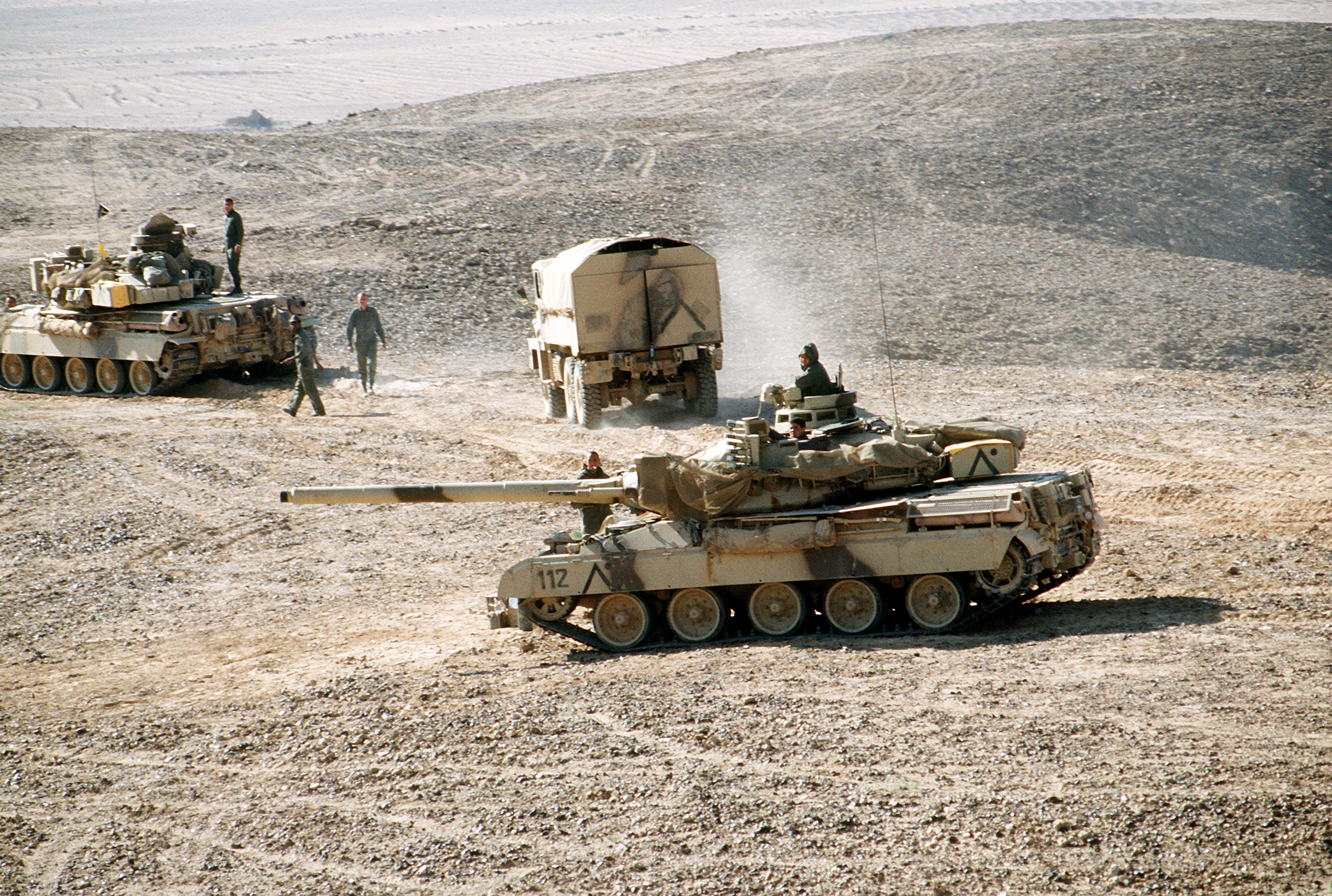
خودروهای جنگی ارتش فرانسه در بیابان‌های عراق در طول جنگ خلیج فارس

جنگ بیابانی (انگلیسی: Desert warfare) جنگ در صحرا یا جنگ در کویر جنگ در بیابان‌ها یا محیط‌های خشک یا نیمه‌خشک مشابه است. این اصطلاح شامل عملیات نظامی است که تحت تأثیر اقلیم، زمین، آب و هوا و منابع موجود در این مناطق و همچنین استراتژی‌ها و تاکتیک‌های مورد استفاده نیروهای نظامی در این موقعیت‌ها و محیط‌ها قرار می‌گیرند.
جنگ بیابانی با سایر انواع جنگ در محیط‌ها و زمین‌های دیگر متمایز است، زیرا بیابان عموماً بسیار نامساعد تلقی می‌شود. دمای بالای روز و دمای پایین شب، کمبود غذا، آب و گیاهان و فقدان پوشش و اختفا، بر نحوه عملکرد نیروهای نظامی در محیط‌های بیابانی تأثیر می‌گذارد. گرما و کمبود آب گاهی اوقات می‌تواند خطرناک‌تر از دشمن باشد.